# Heterostylites submajor
Heterostylites submajor är en kräftdjursart som beskrevs av Mungo Park 2000. Heterostylites submajor ingår i släktet Heterostylites och familjen Heterorhabdidae. Inga underarter finns listade i Catalogue of Life.